# Relations entre le Japon et l'Union soviétique
Les relations entre le Japon et l'Union soviétique entre la prise de pouvoir par les communistes en octobre 1917 et l'effondrement du communisme en 1991 sont plutôt hostiles. Le Japon a envoyé des troupes pour contrer la présence bolchevique dans l'extrême est de la Russie durant la guerre civile russe et les deux pays étaient dans des camps opposés pendant la guerre froide. En outre, les conflits territoriaux relativement aux îles Kouriles et au Sud de Sakhaline sont une source permanente de tension. Ces éléments historiques, en plus d'un certain nombre de petits conflits, empêchent les deux pays de signer un traité de paix après la Seconde Guerre mondiale et même aujourd'hui ces questions restent en suspens.
Les tensions dans les relations entre le Japon et l'Union soviétique ont de profondes racines historiques remontant à la compétition des empires japonais et russe pour la domination de l'Asie du Nord-Est. Le gouvernement soviétique refuse de signer le traité de paix de 1951 et l'état de guerre entre l'Union soviétique et le Japon existe techniquement jusqu'en 1956 lorsqu'il y est mis fin par la déclaration commune soviéto-japonaise de 1956. Un traité de paix formel entre l'Union soviétique (puis la Russie) et le Japon n'a toujours pas été signé.
La principale pierre d'achoppement à l'amélioration des relations entre l'Union soviétique et le Japon dans la période d'après-guerre est le contentieux relatif aux îles Kouriles, connues sous le nom « Territoires du Nord » au Japon.

## Guerre civile russe et reconnaissance (1917-1925)

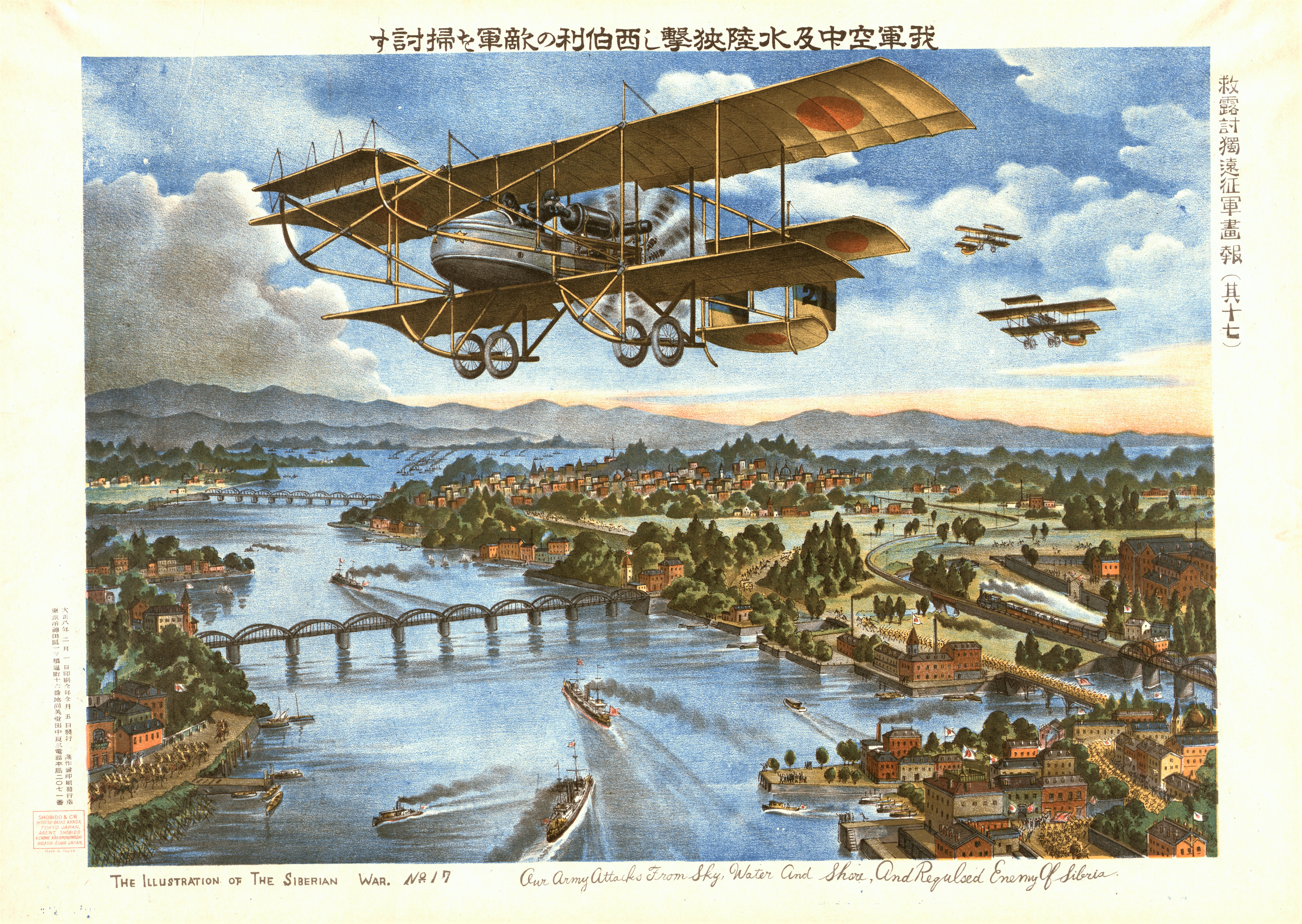
Lithographie de propagande japonaise appelant à l'occupation de l'Extrême-Orient russe, 1919-1922.

Les mauvaises relations entre l'Union soviétique et le Japon des années 1920 jusqu'à la fin des années 1940 ont pour origine la victoire du Japon sur l'Empire russe, État précédant l'Union soviétique, à l'issue de la guerre russo-japonaise de 1904-05. Durant la guerre civile russe (1918–21), le Japon (en tant que membre des forces interventionnistes alliées) occupe Vladivostok de 1918 à 1922 où sont déployés jusqu'à 70 000 soldats.
Le Japon reconnaît officiellement l'Union soviétique en janvier 1925 par la Convention soviéto-japonaise de base. Les deux parties s'accordent pour que le traité de Portsmouth de 1905 (traité conclu entre l'Empire russe et l'empire du Japon qui met fin à la guerre russo-japonaise) reste en vigueur tandis que d'autres accords et traités entre les deux pays doivent être réexaminés. Par cet accord, le Japon reconnaît officiellement l'Union soviétique. L'échange des instruments de ratifications a lieu à Pékin le 26 février 1925 et l'accord est inscrit dans le « recueil des traités de la Société des Nations » le 20 mai 1925.

## Île Sakhaline et îles Kouriles
Après la défaite de la Russie en 1905, le Japon prend le contrôle du sud de l'île Sakhaline et des îles Kouriles. En 1920, les bolcheviks prennent le nord de Sakhaline mais en quelques mois les Japonais le reprennent et commencent à exploiter son pétrole, son charbon et d'autres ressources. Sous la pression internationale, le district nord de Sakhaline est transféré à l'Union soviétique en 1925 mais les Japonais y conservent une concession. En 1945, les Soviétiques s'emparent de tout Sakhaline et des îles Kouriles,.

## 1925-1932: Coopération paisible
Les premières années suivant l'établissement des relations diplomatiques sont caractérisées par le calme, ce qui est principalement le résultat de la restriction partielle de la politique expansionniste de l'empire du Japon avant 1931, ainsi que de la nécessité soviétique de maintenir le commerce et de la détérioration temporaire des relations sino-soviétiques à l'époque du conflit sino-soviétique en 1929.
Déjà en 1925, immédiatement après l'établissement des relations, le gouvernement japonais a retiré ses forces de la partie nord de Sakhaline, capturée par l'armée japonaise lors de l'intervention de Sibérie.
Une étape importante pendant cette période est la conclusion le 23 janvier 1928 d'un accord de pêche soviéto-japonais qui permet aux ressortissants japonais de pêcher dans les eaux de l'océan Pacifique adjacentes à la côte soviétique. Les instruments de ratifications sont échangés à Tokyo le 23 mai 1928 et l'accord est enregistré dans le « recueil des traités de la Société des Nations » le 5 septembre 1928.

## 1932–1945: Détérioration des relations et guerre

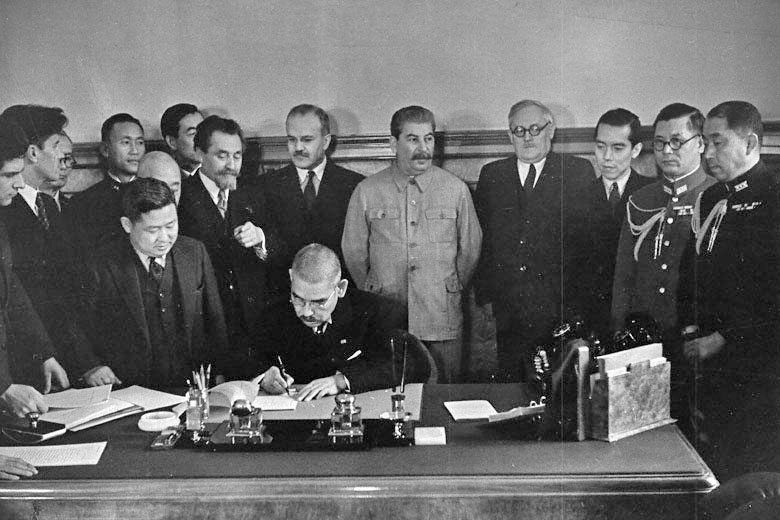
Le ministre japonais des Affaires étrangères Matsuoka signe le Pacte de neutralité soviéto-japonais (1941)

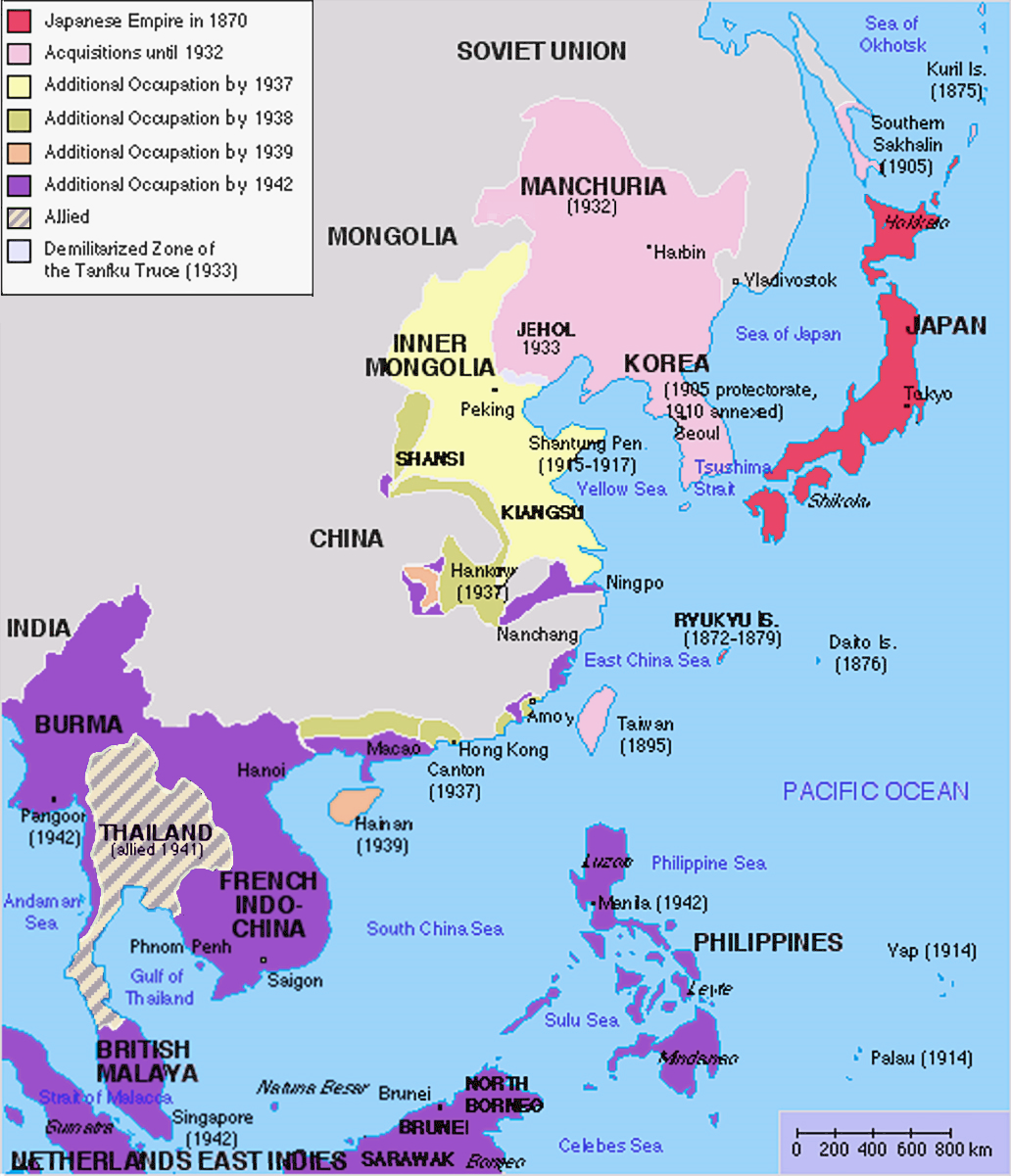

Après l'invasion japonaise de la Mandchourie et l'établissement d'un gouvernement fantoche du Mandchoukuo en 1932, le Japon tourne ses intérêts militaires vers les territoires soviétiques. Les relations soviéto-japonaises se détériorent fortement après 1936. Cette situation découle de la conclusion du pacte anti-Komintern entre le Japon et l'Allemagne nazie en novembre 1936, pacte conçu comme défense contre le communisme international.
Le premier incident de frontière soviéto-japonais majeur, la bataille du lac Khassan (1938), survient à Primorye, non loin de Vladivostok. Des conflits entre les Japonais et les Soviétiques se produisent fréquemment sur la frontière de la Mandchourie puis dégénèrent en une guerre de frontière non déclarée qui est décidée lors de la bataille de Khalkhin Gol (1939) qui se déroule à la frontière de la Mongolie-Mandchourie. L'Union soviétique gagne de façon décisive et dissuade le Japon de toute nouvelle agression pendant la Seconde Guerre mondiale.
En 1941, deux ans après la guerre de frontière, le Japon et l'Union soviétique signent un pacte de neutralité. Plus tard en 1941, le Japon envisage la rupture du pacte lorsque l'Allemagne nazie envahit l'Union soviétique (opération Barbarossa) mais ne le fait pas, en grande partie en raison de la défaite à la bataille de Khalkhin Gol, même si le Japon et l'Allemagne nazie sont membres du pacte Tripartite.
À la conférence de Yalta en février 1945, Staline promet à Roosevelt que l'URSS entrera dans la guerre contre le Japon 90 jours après la défaite de l'Allemagne, qui a lieu en mai. Il tient ce calendrier en déplaçant de grandes forces à travers la Sibérie. En avril 1945, Moscou annule le pacte de neutralité. L'invasion soviétique de la Mandchourie commence le 8 août 1945, après le bombardement atomique sur Hiroshima le 6 août.

## 1946–années 1960: Restauration des relations
En raison de l'invasion, 56 îles de la chaîne des Kouriles, ainsi que la moitié sud de Sakhaline (à savoir les « Territoires du Nord »), sont incorporées à l'Union soviétique en 1946. L'URSS crée une province du Sud-Sakhaline dans la région de Khabarovsk. Cette annexion n'a jamais été reconnue par le Japon, a empêché la conclusion d'un traité de paix soviéto-japonais après la Seconde Guerre mondiale et l'établissement de relations plus étroites entre les deux États. L'Union soviétique a refusé de rendre ces territoires affirmant craindre qu'une telle restitution encouragerait la Chine à faire valoir ses propres revendications territoriales contre l'Union soviétique. L'URSS utilise les îles dans le cadre d'un réseau de guerre anti-sous-marine qui garde l'embouchure de la mer d'Okhotsk.
Au cours de la première moitié des années 1950, d'autres problèmes en suspens comprennent les droits de pêche japonais dans la mer d'Okhotsk et au large des côtes des provinces maritimes soviétiques ainsi que le rapatriement des prisonniers de guerre japonais, encore retenus en Union soviétique. Les négociations relatives à ces questions sont suspendues au début de 1956 en raison de tensions afférentes aux revendications territoriales.
Les négociations reprennent cependant et l'Union soviétique et le Japon signent une déclaration commune le 19 octobre 1956, prévoyant le rétablissement des relations diplomatiques et mettant un terme à la guerre. Les deux parties conviennent également de poursuivre les négociations pour un traité de paix, comprenant aussi les questions territoriales. En outre, l'Union soviétique s'engage à soutenir le Japon pour devenir membre de l'ONU et renonce à toutes demandes de réparations de la Seconde Guerre mondiale. La déclaration commune est accompagnée d'un protocole commercial qui accorde la réciprocité de traitement selon la clause de la nation la plus favorisée et prévoit le développement du commerce.
Le Japon tire peu de gains apparents de la normalisation des relations diplomatiques. La deuxième moitié des années 1950 voit une augmentation dans les échanges culturels. La propagande soviétique (en), cependant, a peu de succès au Japon où elle rencontre une antipathie de longue date découlant de la rivalité russo-japonaise en Corée, en Mandchourie et en Chine, en particulier depuis le XIXe siècle et la guerre russo-japonaise de 1904-5, ainsi que de la déclaration de guerre soviétique au Japon dans les derniers jours de la Seconde Guerre mondiale, conformément aux accords de Yalta.
L'Union soviétique cherche à inciter le Japon à abandonner ses revendications territoriales en alternant menaces et persuasion. Dès 1956, elle fait allusion à la possibilité d'envisager le retour des îles Habomai et Chikotan si le Japon abandonne son alliance avec les États-Unis. En 1960, le gouvernement soviétique met en garde le Japon contre la signature du traité de coopération mutuelle et de sécurité avec les États-Unis et après la signature du traité, déclare qu'elle ne rendra en aucun cas les îles Habomai et Chikotan à moins que le Japon n'abroge sans délai le traité. En 1964, l'Union soviétique propose de restituer ces îles si les États-Unis mettent fin à leur présence militaire à Okinawa et sur les principales îles du Japon.

## Années 1960–1975: Améliorations des relations

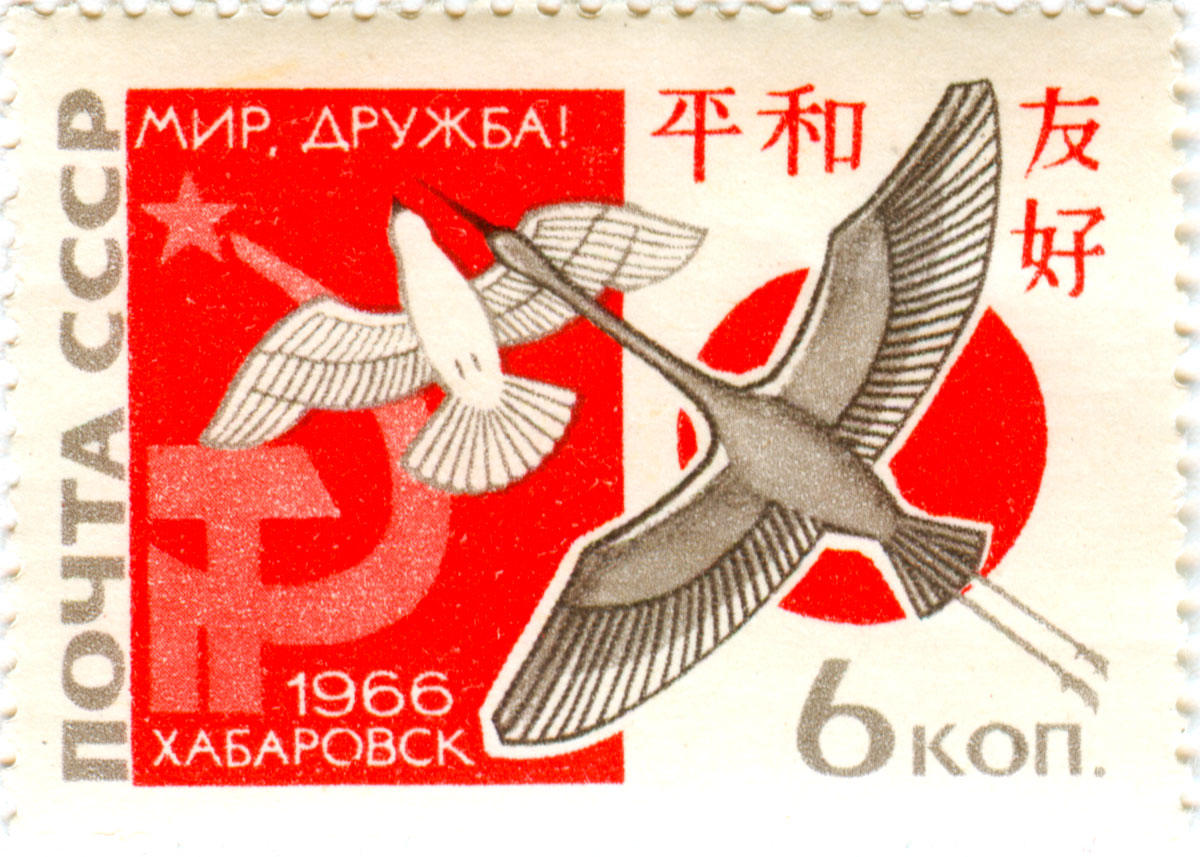
9 août 1966. Deuxième « réunion de paix et d'amitié » soviéto-japonaise à Khabarovsk. La colombe et la grue - symboles de paix et d'amitié. Drapeaux de l'URSS et du Japon. Postes de l'URSS, 1966.

Malgré les divergences sur les questions territoriales, à propos desquelles aucune des deux parties n'est prête à céder du terrain, les relations du Japon avec l'Union soviétique s'améliorent sensiblement après le milieu des années 1960. Le gouvernement soviétique commence à rechercher la coopération japonaise pour ses plans de développement économique et les Japonais répondent positivement. Les deux pays signent un accord commercial de cinq ans en janvier 1966 ainsi qu'un accord relatif à l'aviation civile.
La coopération économique se développe rapidement dans les années 1970 en dépit d'une relation politique souvent tendue. Les deux économies sont complémentaires car l'Union soviétique a besoin des capitaux, de la technologie et des biens de consommation du Japon tandis que celui-ci a besoin des ressources naturelles soviétiques telles que le pétrole, le gaz, le charbon, le minerai de fer et le bois. En 1979, le commerce total atteint 4,4 milliards de $ par an et fait du Japon, après la République fédérale d'Allemagne (Allemagne de l'Ouest), le plus important partenaire commercial non socialiste de l'Union soviétique.
Dans les années 1970, les relations politiques soviéto-japonaises sont caractérisées par l'échange fréquent de visites de haut niveau pour explorer la possibilité d'améliorer les relations bilatérales et de discussions répétées relatives à un traité de paix qui avortent parce qu'aucun côté n'est prêt à céder sur la question territoriale. Andrei Gromyko, ministre des Affaires étrangères de l'Union soviétique est en visite à Tokyo en janvier 1972 - un mois avant la visite de Richard Nixon en Chine en 1972 — pour rouvrir les pourparlers au niveau ministériel après un laps de six ans. D'autres pourparlers de haut niveau, dont une réunion en octobre 1973 entre le Premier ministre Kakuei Tanaka et Léonid Brejnev, secrétaire général du Parti communiste d'Union soviétique, se tiennent à Moscou au cours des trois années qui suivent mais l'impasse sur la question territoriale continue et les perspectives d'un règlement s'amenuisent. Moscou commence à proposer un traité d'amitié et de bonne volonté comme étape intermédiaire alors que les discussions sur les traités de paix se poursuivent. Cette proposition est fermement rejetée par le Japon.

## 1975–1990: Tensions dans les relations
Après 1975, l'Union soviétique commence ouvertement à avertir qu'un traité japonais de paix avec la Chine pourrait compromettre les relations soviéto-japonaises. En janvier 1976, Gromyko se rend de nouveau à Tokyo pour reprendre les pourparlers sur le traité de paix. Quand les Japonais refusent de modifier leur position sur la question territoriale, Gromyko, selon les Japonais, propose de restituer deux des zones insulaires détenues par les soviétiques — les îles Habomai et Chikotan — si le Japon venait à signer un traité de bonne volonté et de coopération. Il avertit également les Japonais, en référence à la Chine, contre « les forces qui s'opposent au relâchement de la tension et qui essaient de compliquer les relations entre les États, y compris nos pays ».
La signature du traité de paix sino-japonais en 1978 est un revers majeur dans les relations nippo-soviétique. En dépit des protestations japonaises selon lesquelles la clause anti-hégémonique du traité n'est pas dirigée contre un pays en particulier, Moscou considère que celle-ci place Tokyo avec Washington et Pékin fermement dans le camp anti-soviétique. Officiellement, les deux parties continuent à exprimer le désir d'améliorer les relations mais les actions soviétiques ne servent qu'à alarmer et aliéner la partie japonaise. L'accroissement des forces militaires soviétiques des années 1980 dans le Pacifique en est un exemple concret.
Les années 1980 voient un net durcissement de l'attitude japonaise vis-à-vis de l'Union Soviétique. Le Japon est pressé par les États-Unis de faire davantage pour freiner l'expansion de la puissance soviétique dans le monde en développement à la suite de l'invasion soviétique de l'Afghanistan de décembre 1979. Tokyo répond en coupant les contacts bénéfiques pour le régime soviétique et en fournissant une assistance aux États de « première ligne » comme le Pakistan et la Thaïlande. Sous la direction du premier ministre Yasuhiro Nakasone, le Japon travaille de pied ferme pour démontrer une identité de point de vue avec l'administration Reagan à propos de la « menace soviétique ». Le Japon accroît régulièrement ses forces militaires, se félicite de l'augmentation des forces américaines au Japon et dans le Pacifique ouest et s'engage en étroite collaboration pour parer au danger posé par le pouvoir soviétique.
Cette coopération économique est interrompue par la décision du Japon en 1980 de participer à des sanctions contre l'Union soviétique en représailles à son invasion de l'Afghanistan et par sa décision de suspendre un certain nombre de projets en cours de négociation, d'interdire l'exportation de certains articles de haute technologie et de suspendre les prêts au développement de la Sibérie. Par la suite, l'intérêt des Japonais pour la coopération économique avec l'Union soviétique diminue alors que Tokyo trouve d'autres fournisseurs et reste incertain à propos de la viabilité économique et de la stabilité politique de l'Union soviétique sous la direction de Gorbatchev. Le commerce Japon-soviétique en 1988 est évalué à près de 6 milliards de $.
Bien que l'opinion publique et les médias restent sceptiques sur le danger posé au Japon par les forces soviétiques en Asie, il existe une forte opposition au Japon concernant le refus de Moscou d'accéder aux demandes du Japon relativement aux « Territoires du Nord », connus des Japonais sous les noms Etorofu et Kounachir, à l'extrémité sud de la chaîne des îles Kouriles et la plus petite île de Chikotan et les îles Habomai au nord-est de Hokkaidō, saisies par les Soviétiques dans les derniers jours de la Seconde Guerre mondiale. Le stationnement des forces militaires soviétiques sur les îles donne une preuve tangible de la menace soviétique et les manœuvres provocatrices des forces aériennes et navales soviétiques en territoire revendiqué par les japonais servent à renforcer la politique officielle japonaise de proche identification avec une position contre le pouvoir soviétique soutenue par les États-Unis. En 1979, le gouvernement japonais proteste spécifiquement contre l'accumulation de forces soviétiques sur Etorofu, Kunashiri et Chikotan.
L'accès au pouvoir de Mikhail Gorbachev à Moscou en 1985 voit un remplacement des diplomates de la ligne dure du gouvernement soviétique qui sont des experts dans les affaires d'Asie par des porte-parole plus souples appelant à davantage de contacts avec le Japon. Gorbatchev prend les devants en promettant de nouvelles initiatives en Asie mais la substance de la politique soviétique change plus lentement. En particulier, durant le reste des années 1980, les responsables soviétiques semblent encore refuser tout compromis sur les territoires du Nord, les forces soviétiques dans le Pacifique occidental semblent toujours menacer le Japon et les difficultés économiques soviétiques et le manque de devises rendent les perspectives peu encourageantes pour les relations soviéto-japonaises. En 1990, le Japon semble être le moins enthousiaste des grands pays développés alignés sur l'Occident à encourager des contacts plus étroits et une assistance à l'Union soviétique.
Les changements dans la politique soviétique sous Gorbatchev menée à partir du milieu des années 1980, y compris les tentatives de réforme interne et la poursuite de la détente avec les États-Unis et l'Europe occidentale, suscitent l'intérêt des Japonais de façon généralement positive mais le gouvernement japonais soutient que l'Union soviétique n'a pas changé de politique sur des questions vitales pour le Japon. Le gouvernement affirme qu'il ne saurait entretenir de relations normales avec l'Union soviétique tant que Moscou ne restitue pas les Territoires du Nord. Le gouvernement et les chefs d'entreprise japonais affirment en outre que le commerce et l'investissement japonais en Union soviétique ne se développeront pas sensiblement tant que la question des Territoires du Nord n'aura pas été résolue.

## Années 1990: dissolution de l'URSS
Le gouvernement soviétique intensifie également sa diplomatie vers le Japon avec l'annonce en 1990 que Gorbatchev se rendra à Tokyo en 1991. Les fonctionnaires soviétiques affirment que leur gouvernement proposera des pourparlers sur le désarmement avec le Japon et pourra faire plus de propositions sur les territoires du Nord dans le cadre de cette visite.
Les observateurs estiment que Gorbatchev pourra proposer un ensemble de mesures relativement aux îles, à la réduction des armements et à la coopération économique. En janvier 1990, le ministère japonais des Affaires étrangères modifie sa position, qui précédemment consistait à rejeter toutes négociations avec l'Union soviétique sur la réduction des armements, indiquant que le Japon serait prêt à négocier. Les fonctionnaires du ministère affirment que le gouvernement va élaborer une politique sur la réduction des armements en étroite coordination avec les États-Unis.
Le gouvernement de Boris Eltsine s'installe en Russie à la fin de 1991 lorsque l'Union soviétique est dissoute. Une fois de plus, Moscou prend une position fermement opposée à la restitution des territoires disputés au Japon. Bien que le Japon se joigne au groupe des Sept nations industrialisées en fournissant une assistance technique et financière à la Russie, les relations entre le Japon et la Russie restent froides. En septembre 1992, le président russe Boris Eltsine reporte une visite prévue au Japon. La visite a finalement lieu en octobre 1993. Au cours de celle-ci, bien que diverses questions de fond, dont les Territoires du Nord et la signature d'un traité de paix, sont discutées, aucune amélioration significative n'est observée dans les relations entre le Japon et la Russie. Le 30 juillet 1998, le premier ministre japonais nouvellement élu Keizō Obuchi met l'accent sur les grandes questions : signature d'un traité de paix avec la Russie et relance de l'économie japonaise. Malheureusement, sa politique avec la fédération de Russie n'est pas mise en œuvre avant sa mort et les relations entre les deux nations restent sous le régime de l'état de guerre.

## Relations économiques
Les relations économiques entre le Japon et l'Union soviétique sont compliquées par les réalités de la guerre froide et les différends territoriaux mentionnés ci-dessus.
Les importations en provenance d'Union soviétique déclinent durant la première moitié des années 1980, de près de 1,9 milliard de $ US à moins de 1.5 milliard de $ puis remontent à presque 3.4 milliards de $ en 1990, représentant une croissance modeste pour l'ensemble de la période. Les exportations vers l'Union soviétique stagnent puis augmentent modestement à plus de 3,1 milliards de $ en 1988, avant de retomber à 2,6 milliards de dollars en 1990.
Les relations commerciales avec l'Union soviétique suivent un cours parallèle aux développements stratégiques. Le Japon est très intéressé par les matières premières de Sibérie au début des années 1970 alors que les prix sont à la hausse et que la détente persiste. Les défis à la détente, en particulier l'invasion de l'Afghanistan en 1979 et la baisse des prix des matières premières imposent de fortes contraintes sur les relations commerciales et les investissements japonais avec l'Union soviétique. Ce n'est qu'après que la politique soviétique commence à changer sous la direction de Mikhaïl Gorbatchev, à partir de 1985, que le commerce japonais reprend sa croissance.
Le commerce du Japon est également limité par le Coordinating Committee for Multilateral Export Controls (CoCom), qui contrôle les exportations de haute technologie stratégique. En 1987, les États-Unis découvrent que Toshiba a expédié des machines-outils sur la liste restreinte à l'Union soviétique, outils utilisés pour la fabrication d'hélices plus silencieuses de sous-marins. Bien que le gouvernement japonais engage à contrecœur des actions punitives contre Toshiba (et que les États-Unis imposent des sanctions sur les exportations de Toshiba aux États-Unis en réponse), le résultat final est une surveillance accrue et la punition des violations des règles du COCOM au Japon.

## Ambassadeurs

### Ambassadeurs soviétiques au Japon
- Vladimir Vinogradov - 1962-1966

### Ambassadeurs japonais en Union soviétique
- Mamoru Shigemitsu (1936–1938) négocie avec le Commissaire soviétique des Affaires étrangères Maxime Litvinov à propos de l'incident du fleuve Amour de 1937 et sur le différend frontalier concernant plusieurs îles inhabitées.
- Shigenori Tōgō (1938–1940), négocie l'accord frontalier signé le 9 juin 1940.
- Yoshitsugu Tatekawa (1940–1942), conclut le Pacte de neutralité de 1941.
- Naotake Satō (1942–1945), est informé en 1945 de la non-reconduction du Pacte de neutralité.